# 皇家圭尔夫勋章
皇家圭尔夫勋章（英語：Royal Guelphic Order）是汉诺威王国的骑士勋章，1815年4月28日由英国摄政王（后来的乔治四世）设立（当时英国和汉诺威王国共主邦聯），在英国也称为“汉诺威圭尔夫勋章”。从1815年设立后至1837年威廉四世逝世前，英国国王时常册封圭尔夫勋章，但由于威廉四世逝世后英国王位和汉诺威王位由不同君主继承，因此英国停止册封此勋章，但汉诺威王国继续册封。在汉诺威被普鲁士击败并兼并后，汉诺威王室继续将其作为王族骑士团勋章（而不是国家勋章）册封。骑士团的现任团主（大司令）是汉诺威王室家族族长恩斯特·奧古斯特五世。
勋章得名于汉诺威王室家族（设立时也是英国王室家族）韦尔夫家族的别名“圭尔夫”。勋章印记取自汉诺威王国的白马徽。虽然1837年之前此勋章由英国国王册封，但在英国此勋章一直被认为是外国封赏，受封的英国人在英国国内不可使用“爵士”头衔，因此许多获此勋章的爵士也在同时获封无勋章爵士，以便受册封者在英国国内获得“爵士”头衔。

## 级别
皇家圭尔夫勋章分为两类：民事（文）类和军事（武）类。此勋章原有三等，但在脱离英国之后从1841年起多次改变，现有四个爵士级别和一个非爵级的嘉赏十字级别。从上到下，原有的和现有的级别为：

### 1815-1841年
- 大十字骑士（Knight Grand Cross (GCH)）
- 司令级骑士（Knight Commander (KCH)）
- 骑士（Knight (KH)）

### 1841年以后
- 大十字（Grand Cross）
- 一等司令（Commander 1st Class）
- 二等司令（Commander 2nd Class）

1692年时的汉诺威选侯国旗

- 骑士（Knight）
- 十字军功（Cross of Merit）